# Machimus notialis
Machimus notialis är en tvåvingeart som beskrevs av Martin 1975. Machimus notialis ingår i släktet Machimus och familjen rovflugor. Inga underarter finns listade i Catalogue of Life.